# Jiří Vorlický
Jiří Vorlický (* 3. července 1976 Boskovice) je český fotbalový trenér a bývalý fotbalista.

## Hráčská kariéra
Začínal v Minervě Boskovice, dále hrál za ČKD Blansko a v sedmnácti letech podepsal profesionální smlouvu s FC Boby Brno.
Za brněnské B-mužstvo nastupoval v MSFL, dále hrál divizi v Kuřimi a Dolních Kounicích. Ve druhé lize nastupoval za Poštornou, Most a Jihlavu.
V létě 2001 odešel na hostování do Drnovic, kde si připsal 2 prvoligové starty, v nichž branku nevstřelil.
Jednalo se o technicky vyspělého, tvořivého a ofenzivního hráče. Nastupoval ve středu pole i v útoku. V nižších soutěžích hrál za Boskovice, Sokol Bílovice nad Svitavou a Vilémovice.

### Ligová bilance
| Ročník                              | Zápasy | Góly | Minuty | Klub                |
| ----------------------------------- | ------ | ---- | ------ | ------------------- |
| MSFL 1994/95                        | –      | 2    | –      | FC Boby Brno „B“    |
| II. liga 1997/98                    | 25     | 6    | –      | SK Tatran Poštorná  |
| II. liga 1998/99                    | 21     | 1    | –      | FC MUS Most 1996    |
| II. liga 1999/00                    | 24     | 2    | –      | FC MUS Most 1996    |
| II. liga 2000/01                    | 17     | 1    | –      | FC MUS Most 1996    |
| I. liga 2001/02                     | 2      | 0    | 10     | FK Drnovice         |
| II. liga 2003/04                    | 4      | 0    | –      | FC Vysočina Jihlava |
| CELKEM I. LIGA (2001)               | 2      | 0    | 10     |                     |
| CELKEM II. LIGA (1997–2004)         | 91     | 10   | –      |                     |
| CELKEM III. LIGA – MSFL (1994–1995) | –      | 2    | –      |                     |

## Trenérská kariéra
Trénovat začal už ve 24 letech, věnuje se především mládeži. Boskovické muže vedl jako hrající trenér v divizi i krajském přeboru. Dále pracoval s mládeží ve Zbrojovce Brno. Do začátku října 2018 byl asistentem trenéra u české fotbalové reprezentace do 15 let, výpověď dostal po kritice Romana Berbra (místopředseda fotbalového svazu).